# Беллингхем (город, Миннесота)
Беллингхем (англ. Bellingham) — город в округе Лак-ки-Парл, штат Миннесота, США. На площади 1 км² (1 км² — суша, водоёмов нет), согласно переписи 2002 года, проживают 205 человек. Плотность населения составляет 198 чел./км².
- Телефонный код города — 320
- Почтовый индекс — 56212
- FIPS-код города — 27-04960[1]
- GNIS-идентификатор — 0639896[2]